# These Foolish Things (musikalbum)
These Foolish Things är ett studioalbum av den brittiske sångaren och låtskrivaren Bryan Ferry, släppt den 5 oktober 1973. These Foolish Things var Ferrys debutalbum som soloartist, trots att han vid tiden för albumets release fortfarande var glamrockbandet Roxy Musics ledsångare och frontfigur. Albumet spelades in sommaren 1973 och består enbart av Ferrys tolkningar av andra artisters låtar. These Foolish Things blev en kommersiell och kritisk succé och nådde plats 5 på den brittiska albumlistan, samt fick guldcertifikat i Storbritannien.
Ferrys bandkamrater Eddie Jobson, Phil Manzanera och Paul Thompson från Roxy Music medverkade på These Foolish Things.
Ferrys version av Bob Dylans A Hard Rain's a-Gonna Fall från These Foolish Things blev en brittisk hitsingel. Även Ferrys tolkning av I Love How You Love Me släpptes som singel i Frankrike.

## Låtlista
| 1. | A Hard Rain's A-Gonna Fall | Bob Dylan                              | 5:20 |
| 2. | River of Salt              | Irv Brown/Jan Zackery/Bernie Zackery   | 1:46 |
| 3. | Don't Ever Change          | Gerry Goffin/Carole King               | 2:13 |
| 4. | Piece of My Heart          | Bert Berns/Jerry Ragovoy               | 3:04 |
| 5. | Baby, I Don't Care         | Jerry Leiber/Mike Stoller              | 1:46 |
| 6. | It's My Party              | Herb Weiner/Wally Gold/John Gluck, Jr. | 1:50 |
| 7. | Don't Worry Baby           | Brian Wilson/Roger Christian           | 4:02 |

| 8.           | Sympathy For The Devil                | Mick Jagger/Keith Richard                    | 5:45  |
| 9.           | The Tracks of My Tears                | William Robinson/Marvin Tarplin/Warren Moore | 3:00  |
| 10.          | You Won't See Me                      | John Lennon/Paul McCartney                   | 2:26  |
| 11.          | I Love How You Love Me                | Larry Kolber/Barry Mann                      | 3:00  |
| 12.          | Loving You Is Sweeter Than Ever       | Ivy Hunter/Stevie Wonder                     | 2:55  |
| 13.          | These Foolish Things Remind Me Of You | Holt Marvell/Jack Strachey/Harry Link        | 5:25  |
| Total längd: | Total längd:                          | Total längd:                                 | 43:46 |

## Medverkande
- Bryan Ferry – sång, piano
- John Porter – gitarr, elbas
- Paul Thompson – trummor
- Eddie Jobson – violin, keyboard, synthesizer
- David Skinner – piano
- Roger Ball – alt- och barytonsaxofon, hornarrangemang
- Malcolm Duncan – tenorsaxofon
- Henry Lowther – trumpet
- Phil Manzanera – gitarrsolo (spår 10)
- John Punter – trummor (spår 7 och 8)
- Ruan O'Lochlainn – altsaxofonsolo (spår 11)
- Robbie Montgomery – körsång (spår 1 och 8)
- Jessie Smith – körsång (spår 1 och 8)
- "The Angelettes" – körsång (spår 2–7 och 9–13)